# Carlão (rapper)
Carlão (Angola, 1975) é um rapper e letrista português, também conhecido como Pacman e Algodão. Em 1993, foi um dos fundadores da banda  portuguesa Da Weasel.

## Biografia
Carlão, cujo nome civil é Carlos Nobre, ficou também conhecido como Pacman e Algodão. 
Filho de pais cabo-verdianos nasceu em Angola, em 1975. Ainda bebé é levado pelos pais para Portugal tendo crescido em Cacilhas, no concelho de Almada. 
Inicia a sua carreira musical com a banda Da Weasel, da qual é membro fundador, vocalista e letrista. É nesta altura que adopta o pseudónimo "Pacman". 
Em 2017, colabora com a empresa Betweien e escreve, com Helena Costa, o livro Livres e iguais: projeto de promoção do interculturalismo, que integra a lista de livros recomendados pelo Plano Nacional de Leitura. 
Na televisão fez parte do painel de comentadores do talk-show Esquadrão Do Amor, do Canal Q, e, entre 2021 e 2024, fez parte da equipa de mentores das temporadas 2, 3, 4 e 5 do programa The Voice Kids, da RTP1. 
Carlão também fez alguns trabalhos como dobrador.

## Prémios e reconhecimento
Em 2011, o álbum Os dias de Raiva, projecto que reuniu músicos de bandas como Buraka Som Sistema, Dapunksportif e Orelha Negra, chegou ao sétimo lugar na tabela de vendas do iTunes. 
Em 2015, foi nomeado para o MTV Europe Music Award para Melhor Artista Português.
O tema "Assobia Para o Lado" (2020) foi nomeado para os Prémios ARi[t]mar de 2021, atribuídos pela Escola Oficial de Idiomas de Santiago de Compostela.  O videoclipe deste tema, realizado por Fernando Mamede e no qual participaram nomes como Branko, Conan Osíris, Conguito, Nuno Markl e Sara Tavares, entre outros, ganhou o Prémio de Melhor Videoclipe nos Play - Prémios da Música Portuguesa de 2021. 
"Dialectos da Ternura", êxito dos Da Weasel, é uma das 150 canções que constam na antologia As Palavras das Canções, organizada por João Calixto, editada com o apoio da Sociedade Portuguesa de Autores. 

## Discografia
Entre a sua discografia encontram-se: 
- 2006 - O Crime do Padre Amaro, banda sonora criada em conjunto com Sam The Kid [20]
- 2011 - Os dias de Raiva, álbum [21]

- 2015 - Quarenta, álbum a solo
- 2016 - Na Batalha, EP
- 2018 - Entretenimento?,  álbum a solo que conta a participação de António Zambujo, Edi Ventura, Manel Cruz e Slow J

- 2020 - "A Noite", single de Stereossauro, no qual também participa Marisa Liz [22]
- 2020 - "Bom Rapaz", com Os Quatro e Meia
- 2022 - "Nada a Perder", single de Fernando Daniel
- 2022 - "Precipícios", single de Carolina Deslandes [23]

## Ligações Externas
- Carlão Oficial (Youtube) | Tema Assobia para o lado
- TVI | Carlão entrevistado por Manuel Luis Goucha no programa Conta-me como foi (2022)
- Canal Diogo Faro (Youtube) | Carlão entrevistado no Desta Para Melhor (2022)